# Poslovno putovanje
Poslovni turizam ili poslovno putovanje je više ograničena i fokusirana subforma regularnog turizma. Poslovno putovanje je putovanje preduzeto iz poslovnih razloga, tokom kog pojedinac još uvek radi i za to biva plaćen, samo van svog mesta boravka i radnog mesta. Pojedine definicije turizma isključuju poslovna putovanja. Međutim, Svetska Turistička Organizacija (UNWTO) definiše turiste kao ljude koji "putuju i borave u mestima van svojih uobičajenih okruženja za period do godinu dana radi odmora, posla i drugih razloga". Primarno, poslovna putovanja uključuju sastanke i prisustvovanja seminarima, konferencijama i izložbama. Uprkos terminu "posao" u poslovnom turizmu, kada pojedinci iz vladinih ili neprofitnih organizacija učestvuju u sličnim aktivnostima, one se i dalje kategorišu kao poslovni turizam (putovanja).

## Razlozi za poslovna putovanja
Razlozi za preduzimanje poslovnog putovanja mogu uključivati:
- sastanak sa kupcem ili dobavljačem
- sastanak na drugim lokacijama istog preduzeća
- profesionalno usavršavanje i prisustvo kongresu
- promovisanje novog ili postojećeg proizvoda
- poboljšanje odnosa sa potrošačima
- izgradnju novih partnerskih odnosa
- upoznavanje sa novim trendovima ili tržištima

## Značaj
Istorijski posmatrano, poslovna putovanja imaju tradiciju dugu poput međunarodne trgovine. U kasnom 20. veku, poslovni turizam je bio viđen kao velika industrija.

## Karakteristike
Poslovni turizam najčešće kao destinaciju ima područja kao što su gradovi i industrijske zone. Očekuje se da prosečan poslovni turista potroši više nego turista koji putuje radi odmora. Poslovni turizam se može podeliti na primarne i sekundarne aktivnosti. Primarne su one koje su vezane za posao - konsultacije, inspekcije i prisustvovanje sastancima. Sekundarne su one koje su vezane za odmor i uključuju šoping, večere, razgledanja, relaksaciju i slično. Iako se primarne smatraju važnijima, sekundarne se često opisuju kao neophodne.
Poslovna putovanja mogu podrazumevati manje grupe ili pojedince, a destinacije mogu biti manje ili veće konferencije, sastanci, sajmovi i izložbe.
Poslovna putovanja se mogu podeliti na:
- tradicionalna poslovna putovanja ili sastanke- u cilju sastanka sa poslovnim partnerima na različitim lokacijama
- podsticajna putovanja- u cilju motivisanja ili nagrađivanja zaposlenih
- konferencijska i izložbena putovanja- u cilju prisustvovanja velikim sastancima. Centri ovakvih dešavanja su uglavnom gradovi poput Pariza, Londona, Madrida, Ženeve, Brisela, Vašingtona i Sidneja.